# エバレット・アクアソックス
エバレット・アクアソックス（英語: Everett AquaSox）は、アメリカ合衆国ワシントン州スノホミッシュ郡エバレットに本拠地をおくマイナーリーグのプロ野球チーム。MLBのシアトル・マリナーズ傘下A+級チームでノースウェストリーグに所属している。本拠地球場はエバレット・メモリアル・スタジアム。

## 歴史
1984年にエバレット・ジャイアンツの名で創設され、1994年までの11年間はサンフランシスコ・ジャイアンツ傘下だった。
1995年にシアトル・マリナーズ傘下だったA-級ベリンハム・マリナーズ（この際にベリンハム・ジャイアンツ、後にセイラムカイザー・ボルケーノズと改称）とフランチャイズ交換を行う形でマリナーズ傘下となり、エバレット・アクアソックスに改称された。
球団ニックネームは、提携しているマリナーズのユニフォームに使われていたアクアマリンという色から着想を得て名付けられた。また、エバレット市内を流れるスノホミッシュ川に数多く生息するカエルもイメージされている。また、帽子のロゴには、マリナーズがかつて使用していたトライデント（三叉の矛）が踏襲されている。マリナーズでは矛を縦にデザインして「M」を表していたが、アクアソックスでは横にデザインし、エバレットの「E」を表現している。
これまでにフェリックス・ヘルナンデス、アダム・ジョーンズ、アズドルバル・カブレラ、マイク・ズニーノらを輩出しており、ランディ・ジョンソン、佐々木主浩、ロビンソン・カノーなどもリハビリのために在籍していたことがある。

## 過去の主な所属選手

### エバレット・ジャイアンツ時代
- アロンゾ・パウエル
- マット・ウィリアムズ
- ロイス・クレイトン
- アダム・ハイズデュ
- マイク・マイヤーズ (左投手)
- ダン・カールソン
- ルー・ポート
- カルロス・バルデス
- ビル・ミラー
- キース・フォーク

### エバレット・アクアソックス時代
- ホセ・クルーズ・ジュニア
- ダマソ・マルテ
- クリス・ボシオ
- ランディ・ジョンソン
- ジョー・メイズ
- ギル・メッシュ
- ジョエル・ピネイロ
- マット・ソーントン
- チャールズ・ギプソン
- クリス・スネリング
- ウィリー・ブルームクイスト
- ターメル・スレッジ
- ラファエル・ソリアーノ
- アキリーノ・ロペス
- J.J.プッツ
- ダン・ウィルソン
- フレディ・ガルシア (投手)
- ジェイ・ビューナー
- ホセ・ロペス
- グレッグ・ダブス
- レネ・リベラ
- ホルヘ・ソーサ
- トラビス・ブラックリー
- ジェフ・ネルソン
- ライアン・フランクリン
- ライアン・ローランドスミス
- アダム・ジョーンズ
- ブライアン・ラヘア
- 佐々木主浩
- フェリックス・ヘルナンデス
- エリック・オフラハティ
- ミゲル・オリーボ
- アズドルバル・カブレラ
- ロブ・ジョンソン
- マット・トゥイアソソーポ
- マーク・ロウ
- ジェフ・クレメント
- ルイス・バルブエナ
- マイケル・ソーンダース
- ジャスティン・トーマス
- アダム・ムーア
- グレッグ・ハルマン
- カルロス・ペゲーロ
- キャム・ミコライオ
- クリス・ティルマン
- ダグ・フィスター
- オースティン・ビベンスディルクス
- ショーン・ケリー
- JC・ラミレス
- クリス・ジャクボースカス
- 須田健太
- ニック・フランクリン
- カルロス・シルバ
- チャド・コルデロ
- トム・ウィルヘルムセン
- ジャバリ・ブラッシュ
- マイク・ズニーノ
- クリス・テイラー
- ケーテル・マルテ
- ドミニク・レオン
- エラスモ・ラミレス (右投手)
- タイラー・オルソン
- エミリオ・パガン
- チアゴ・ビエイラ
- タイラー・オニール
- ジェームズ・パクストン
- ダン・アルタビラ
- ルイス・ゴハラ
- ライアン・ヤーブロー
- ショーン・オマリー
- ブレイデン・ビショップ
- 岩隈久志
- アンドリュー・ムーア
- マイク・バクスター
- カイル・ルイス
- スティーブ・シシェック
- チャーリー・ファーブッシュ
- ウェイド・マイリー
- ニック・ビンセント
- エバン・ホワイト
- タイラー・クロイド
- ロビンソン・カノー
- ジャスティン・グリム
- ダリオ・アルバレス
- ロブ・ウェイレン
- ジョージ・カービー
- フアン・テン
- ホセ・カバレーロ
- フリオ・ロドリゲス